# 강현
강현(姜鋧, 1650년~1733년)은 조선 후기의 문신이다. 자는 자정(子精), 호는 백각(白閣)ㆍ경암(敬庵)이다. 이조참의, 예조참판 · 경연참찬관 · 경기도관찰사, 도승지, 대제학, 예조판서 및 한성부판윤, 판의금부사를 지냈다.